# Piquet de grève

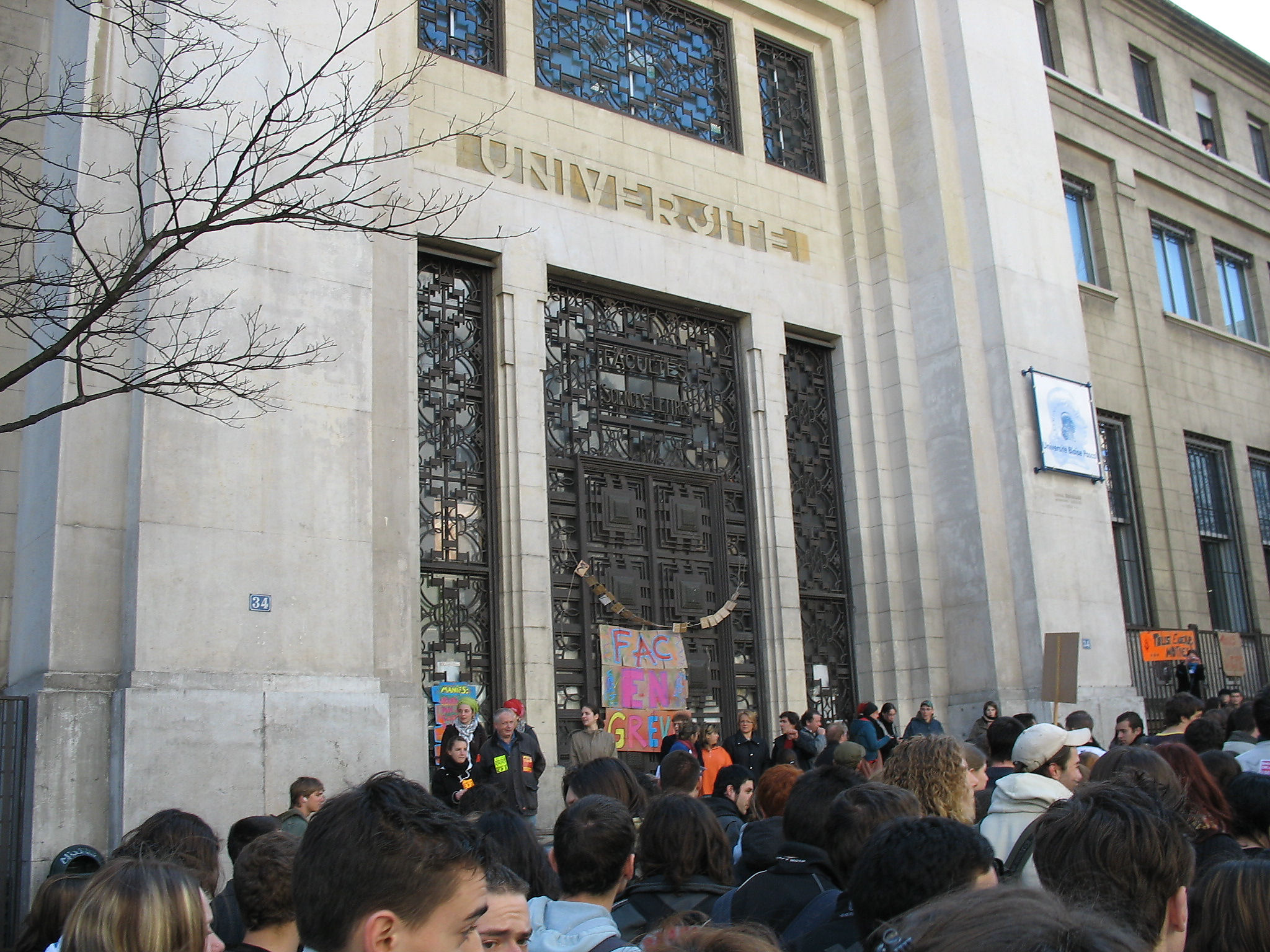
Piquet de grève à l'entrée de l'université de Clermont-Ferrand en mars 2005.

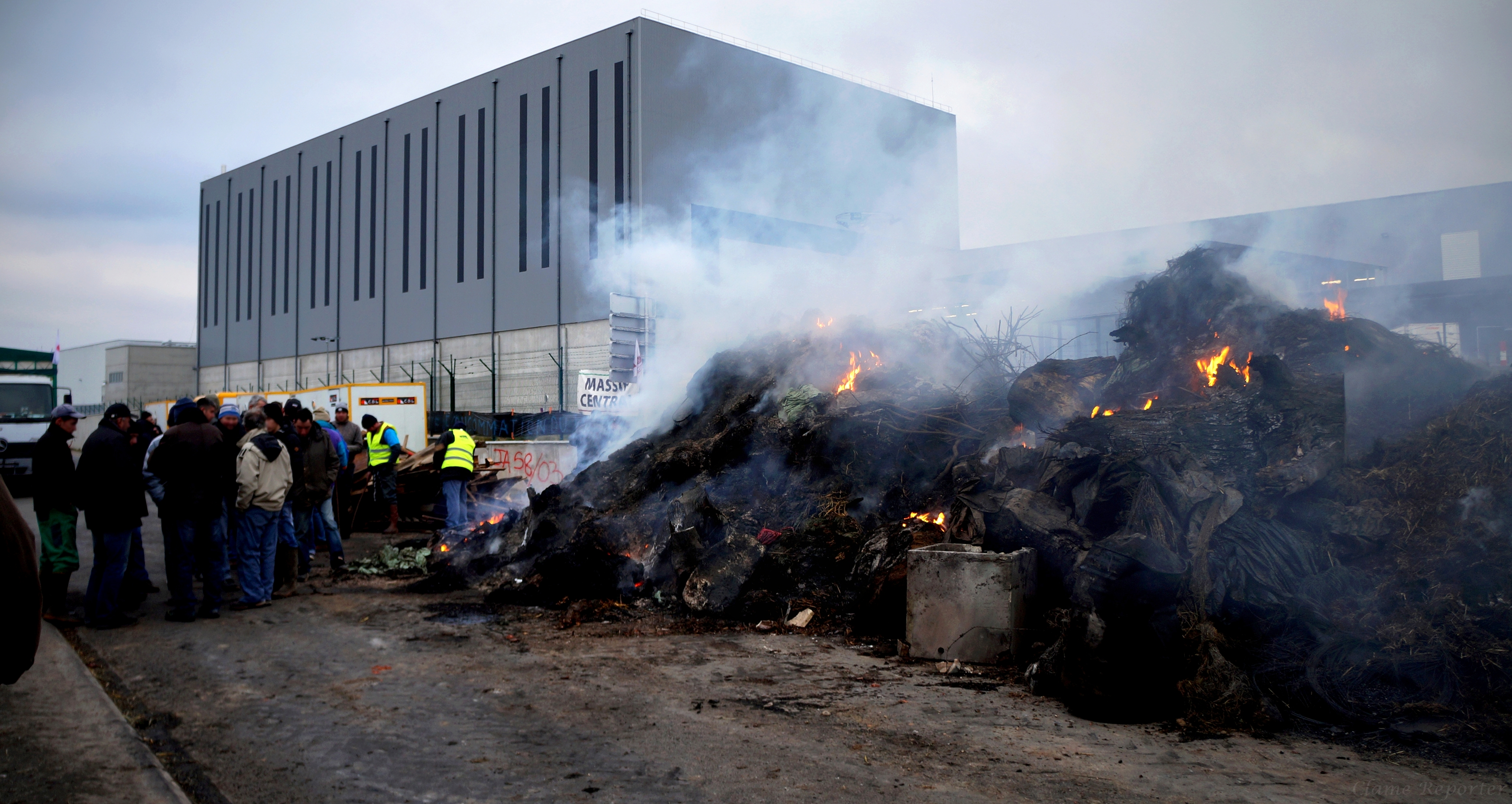
Blocus de la SCA Centre de Moulins (Allier) par des agriculteurs en février 2016 lors de la crise agricole

Le piquet de grève est une forme de grève au cours de laquelle des grévistes se réunissent à l'intérieur et aux alentours du lieu de travail. Le but pour les travailleurs grévistes est de se rassembler et de bloquer autant que possible la production, ce qui implique généralement de dissuader, voire d’empêcher les travailleurs non-grévistes d'aller travailler. Les grévistes qualifient généralement le fait de franchir le piquet pour aller travailler de tentative de « briser la grève », en particulier dans le cas des grèves reconduites régulièrement par un vote majoritaire des salariés (en Assemblée générale le plus souvent et à main levée).
Un piquet de masse consiste à amener autant de personnes que possible à former un piquet, afin de démontrer le soutien aux revendications. Il s'agit d'un moyen particulièrement efficace lorsqu'un piquet est établi devant un unique lieu de travail, symboliquement ou financièrement important. Le nombre de personnes impliquées dans les piquets de masse peuvent les transformer en blocus complet.
Un piquet volant se déplace le long de la chaîne de production de façon à causer le maximum de nuisance à l'entreprise.
L’Organisation internationale du travail (OIT) juge que les piquets ne doivent pas « troubler l’ordre public et […] menacer les travailleurs qui poursuivraient leurs occupations ».

## Objectifs tactiques

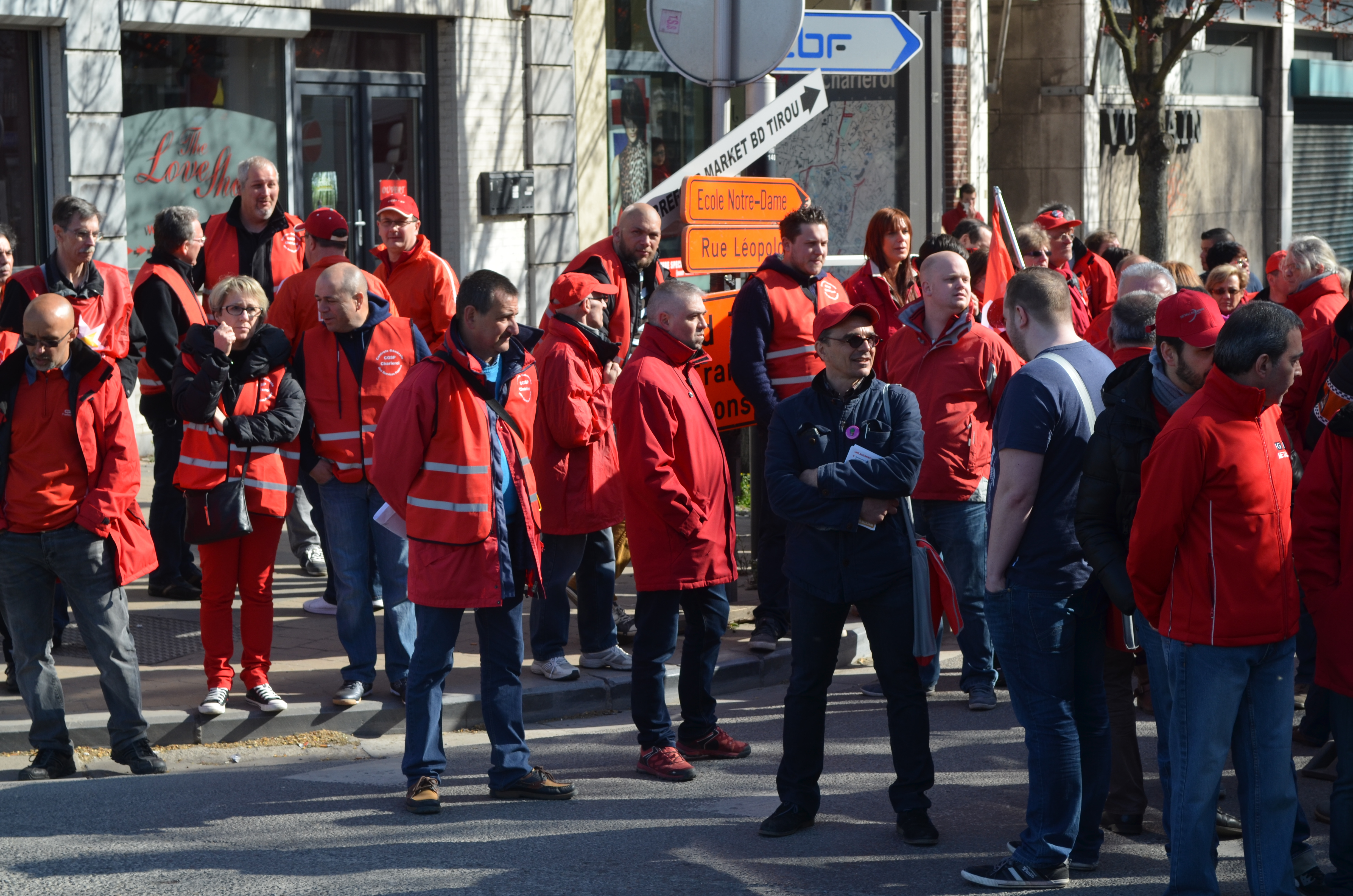
Piquet de grève bloquant l'entrée du boulevard Tirou à Charleroi lors de la grève générale de la fonction publique le 22 avril 2015 en Belgique

Un piquet de grève peut avoir plusieurs objets, mais c'est généralement dans le but de faire pression contre la direction qui doit accepter les revendications. En décourageant ou en empêchant les salariés non-grévistes d'entrer sur leur lieu de travail, la production de l'entreprise diminue plus gravement qu'en cas de seule inactivité des grévistes ce qui cause des pertes aggravées aux entreprises. La pression s'exerce entre direction et gréviste par le biais financier. Le piquet de grève peut faire perdre des clients et produire une mauvaise publicité.
Ce mode d'action est ancien, déjà connu lors des « grèves par occupation d'usine » de 1936 en France, qui aboutirent à la mise en place des congés payés.

## Droit par pays

### Droit canadien
Au Canada on parle de piquetage, notamment dans les décisions de la Cour suprême du Canada : arrêt de principe S.D.G.M.R., section locale 558 c. Pepsi-Cola Canada Beverages (West) Ltd..

### Droit français
L'article 431-1 du Code pénal dispose que « Le fait d'entraver, d'une manière concertée et à l'aide de menaces, l'exercice de la liberté d'expression, du travail, d'association, de réunion ou de manifestation est puni d'un an d'emprisonnement et de 15 000 euros d'amende. » Ainsi, selon l'analyse du syndicat CFE-CGC, « le comportement des membres d’un piquet de grève, dès lors que la violence des propos tenus est de nature à provoquer une modification du comportement initial des non-grévistes », est illégale. Par ailleurs, la chambre sociale de la Cour de cassation française, interprétant le code pénal, a considéré dans un arrêt du 16 mai 1989 que les piquets de grève étaient légaux tant qu'ils ne nuisaient pas à la liberté du travail et ne s'accompagnaient pas de voies de fait à l'égard des non-grévistes.

#### Recours des entreprises
Dans le cas de piquets de grève, les entreprises qui veulent faire cesser ce genre de grève utilisent les requêtes unilatérales, accompagnées automatiquement de lourdes astreintes. La requête unilatérale est une décision de justice prise en n'écoutant qu'une seule partie (en l'occurrence, l'entreprise). Quand les syndicats sont sous le coup d'une requête unilatérale, leur seule défense consiste à lancer un recours en tierce opposition, et très rapidement.[réf. souhaitée] Ainsi, en Belgique en 2007-2008, plusieurs grèves avaient éclaté (avec des piquets de grève), et les entreprises, plutôt que d'engager des négociations ont recouru systématiquement à la requête unilatérale, traduisant une exaspération vis-à-vis des grèves en général, et des piquets de grèves en particulier.[pas clair]